# Wees
Wees település Németországban, Schleswig-Holstein tartományban. Lakosainak száma 2402 fő (2023. december 31.).

## Népesség
A település népességének változása:
| Lakosok száma | 1338 | 2405 | 2420 | 2393 | 2411 | 2402 |
|               | 1975 | 2017 | 2019 | 2021 | 2022 | 2023 |